# Día de las Islas Baleares
El Día de las Islas Baleares, denominado Dia de les Illes Balears , es la fiesta oficial de la comunidad autónoma de las Islas Baleares, que se celebra cada año el 1 de marzo, en conmemoración de la fecha en la que se  publicó en el BOE el Estatuto de Autonomía de 1983, que es también la misma que la del texto reformado en 2007.

## Historia
La Ley 9/1984, de 30 de octubre, declaró a la fiesta el 1 de marzo como «Día de las Islas Baleares», con carácter de fiesta oficial en toda la comunidad autónoma, pero laborable; y sin perjuicio que cada isla pudiera tener su propia fiesta por acuerdo de su consejo insular respectivo. 
El 1 de marzo se consideró por primera vez como día no laborable en 1999 (Resolución de la Consejería de Trabajo y Formación de 20 de noviembre de 1998). Actualmente, el artículo 6.3 del Estatuto de Autonomía de las Islas Baleares de 2007 consagra el 1 de marzo como fiesta de las Islas Baleares.